# Збалансована множина
В лінійній алгебрі і пов'язаних розділах математики збалансованою множиною (також врівноваженою множиною, заокругленою множиною) у векторному просторі над полем K з абсолютним значенням {\displaystyle |\cdot |}) називається множина S така що для всіх скалярів {\displaystyle \alpha } з {\displaystyle |\alpha |\leqslant 1}
{\displaystyle \alpha S\subseteq S}
де
{\displaystyle \alpha S:=\{\alpha x\mid x\in S\}.}
Збалансованою оболонкою множини S називається найменша збалансована множина, що містить S. Вона є рівною перетину всіх збалансованих множин, що містять S.

## Приклади
- Відкриті і замкнуті кулі з центром в точці 0 в Нормований простір є збалансованими множинами.
- Будь-який підпростір векторного простору є збалансованою множиною.
- Прямий добуток збалансованих множин є збалансованою множиною в добутку векторних просторів (над полем K).
- Для {\displaystyle \mathbb {C} ,} як 1-вимірного векторного простору збалансованими множинами є {\displaystyle \mathbb {C} }, порожня множина, відкриті і замкнуті круги з центром в точці 0. Натомість, у двовимірному дійсному евклідовому просторі є набагато більше збалансованих множин: наприклад будь-яка пряма, що проходить через початок координат або відрізок з середньою точкою в початку координат.
- Якщо {\displaystyle p} є напівнормою на векторному просторі {\displaystyle X,} тоді для будь-якої константи {\displaystyle c>0,} множина

{\displaystyle \{x\in X\mid p(x)\leqslant c\}}
є збалансованою.

## Властивості
- Об'єднання і перетин збалансованих множин є збалансованою множиною.
- Замикання збалансованої множини є збалансованою множиною.
- Об'єднання {\displaystyle \{0\}} і внутрішніх точок збалансованої множини є збалансованою множиною.
- Множина є абсолютно опуклою тоді і тільки тоді коли вона є опуклою і збалансованою.